# 乔治·梅瑞狄斯
乔治·梅瑞狄斯，OM（英語：George Meredith，1828年2月12日—1909年5月18日），英国维多利亚时代诗人，小说家。他的诗歌多取材现实和个人经历，真诚地表达着自己的悲伤与快乐；他的小说如《比尤坎普的职业》、《利己主义者》和《十字路口的戴安娜》以其结构严密，人物形象鲜明，对话精彩获得了评论家和读者的一致欢迎；他对喜剧创作的论文是喜剧理论上的重要文献；他作为审稿人给年轻作家的建议和对他们作品的评论影响了很多作家。

## 求学
乔治·梅瑞狄斯生于英格兰汉普郡的朴茨茅斯，在圣托马斯教堂受洗。祖父麦尔齐泽贝克和父亲奥古斯都都是当地的海军用品商兼裁缝。乔治·梅瑞狄斯五岁时母亲就去世了，和父亲两个人一起生活。1838年，九岁时他进入当地的圣保罗神学学校就读，梅瑞狄斯自认在这学校里学到了很少，只记得在课余时间对《一千零一夜》的故事很感兴趣。1841年奥古斯都·梅瑞狄斯再婚，卖掉了朴茨茅斯当地的宅子和店铺，抛下儿子自己到伦敦寻找工作，希望可以扭转经济困境。1842年，十四岁的梅瑞狄斯被他母亲遗产的托管人送往德国新维德的摩拉维亚弟兄会学校:8-9。
新维德的摩拉维亚弟兄学校采取宗教宽容和思想开明的教育方式，曾在这里学习过的亨利·莫雷就回忆说：这些摩拉维亚弟兄会老者的优雅心灵驱散了学生生活中所有的苦闷、嫉妒、仇恨和不善。”。在梅瑞狄斯进入该学校时，浪漫主义开始衰落，新的自由主义与爱国主义思潮在学校中交织。梅瑞狄斯虽然只在这里呆了两年，但阅读了大量文学作品。他受到致力普及德国文学的英国作家托马斯·卡莱尔的影响，注意着德国文学的最新动向，让·保罗、歌德，诺瓦利斯和海涅的浪漫主义作品对他的思想形成有很大影响:9-11。
1844年梅瑞狄斯离开德国，回到伦敦，之后一两年的活动少有记载。1845年他在初级律师理查德·查诺克手下作办事员。查诺克是文学艺术团体“阿兰戴尔俱乐部”的成员。在他的鼓励和推荐下，梅瑞狄斯在俱乐部刊物《每月观察者》的1849年4月号上发表了自己的第一首诗《奇连瓦拉赫》，描绘了当年1月第二次英国锡克战争中的奇连瓦拉赫战役的场景。同年他父亲和继母卖掉了伦敦的房子，去南非开普敦创业。乔治·梅瑞狄斯一下子陷入没有稳定收入且居无定所的处境。不久他喜欢上了英国讽刺作家托马斯·皮考克的寡居女儿、喜欢文学的玛丽·艾琳·尼科尔丝，在多次被拒绝后，梅瑞狄斯仍坚持不懈，最终两人于1849年8月成婚:11-13。

## 早期创作与生活困境

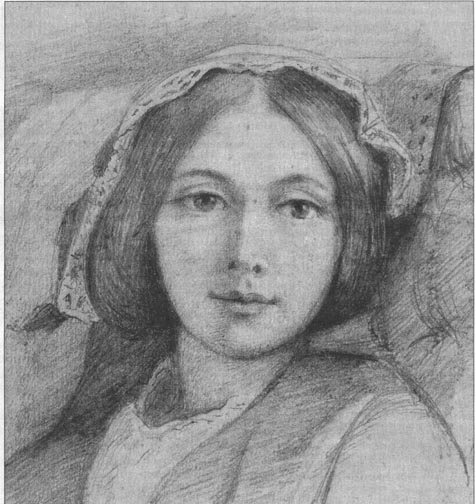
威利斯给玛丽·梅瑞狄斯画的素描

婚后的梅瑞狄斯夫妇曾四处旅行了一段，他继续创作诗歌，发表在《家庭文字》和《弗瑞瑟杂志》上。1851年梅瑞狄斯自费出版了第一部诗集《诗选》，对于生活困窘的他，自费出版这本册子无异于雪上加霜，而出版后社会上的反响又很小。文学圈子里情况较好，名满天下的桂冠诗人丁尼生很看重《山谷中的爱情》这一篇中的才气。年轻的威廉·罗塞蒂表示喜欢其中的真诚，但也批评这部诗集和其他新人诗集一样都存在着结构的不平衡。评价家查尔斯·金斯雷指出类似问题，但也赞扬了他健康活泼的风格。。读者的冷遇让梅瑞狄斯深受打击，以致于一直不愿再提到这部诗集。
1853年梅瑞狄斯夫妇在已然寡居的岳父家居住，他们的儿子也在此诞生。老作家对梅瑞狄斯的创作给予了很多鼓励与帮助，使梅瑞狄斯了解到幽默作品、讽刺作品和喜剧的写作方法，这影响了后来梅瑞狄斯对喜剧创作的观点:14-16。有了孩子之后，梅瑞狄斯和妻子的性格不合更加凸显出来，两方争吵不断，以致梅瑞狄斯只能搬走以免打扰岳父安静的生活。1856年，梅瑞狄斯结识了前拉斐尔派画家亨利·沃利斯，威利斯以梅瑞狄斯为模特画了自己的代表作《查特顿之死》，并为他的妻子玛丽画了肖像。两年后玛丽·梅瑞迪斯发现梅瑞狄斯一直在隐瞒自己的低微出身，愤而出走，与威利斯一同去了卡普里岛，把孩子留给了梅瑞狄斯。这次出走使得他们本来就出现裂痕的婚姻趋于瓦解。1859年妻子回到英国，却变得暴躁易怒，居无定所地游荡了两年后就去世了。梅瑞狄斯既没去见临终的妻子，也没参加她的葬礼。他对这一事件一直缄默无言，但这成了他诗歌的主题之一:16-17。
同时陷入文学创作和家庭生活双重危机的梅瑞狄斯坚持写作。1856年他写了一篇奇幻故事《沙格帕特的理发师》，由查普曼-霍尔公司出版，故事采用了类似《一千零一夜》的故事套故事风格，写一个波斯理发师和沙格帕特王的故事，公众对梅瑞狄斯采用的东方式的隐喻不感兴趣，但乔治·艾略特认为这部小说的作者具有很好的天赋:28。1857年梅瑞狄斯和朋友发现了一家可以提供晚餐的寄宿式公寓，他暂住在这里，创作了《菲丽娜：科隆的传奇》，这部作品在读者中的反应更为平淡，连乔治·艾略特都认为这部作品的水平比《沙格帕特的理发师》有所下降:18-19。

## 继续文学创作

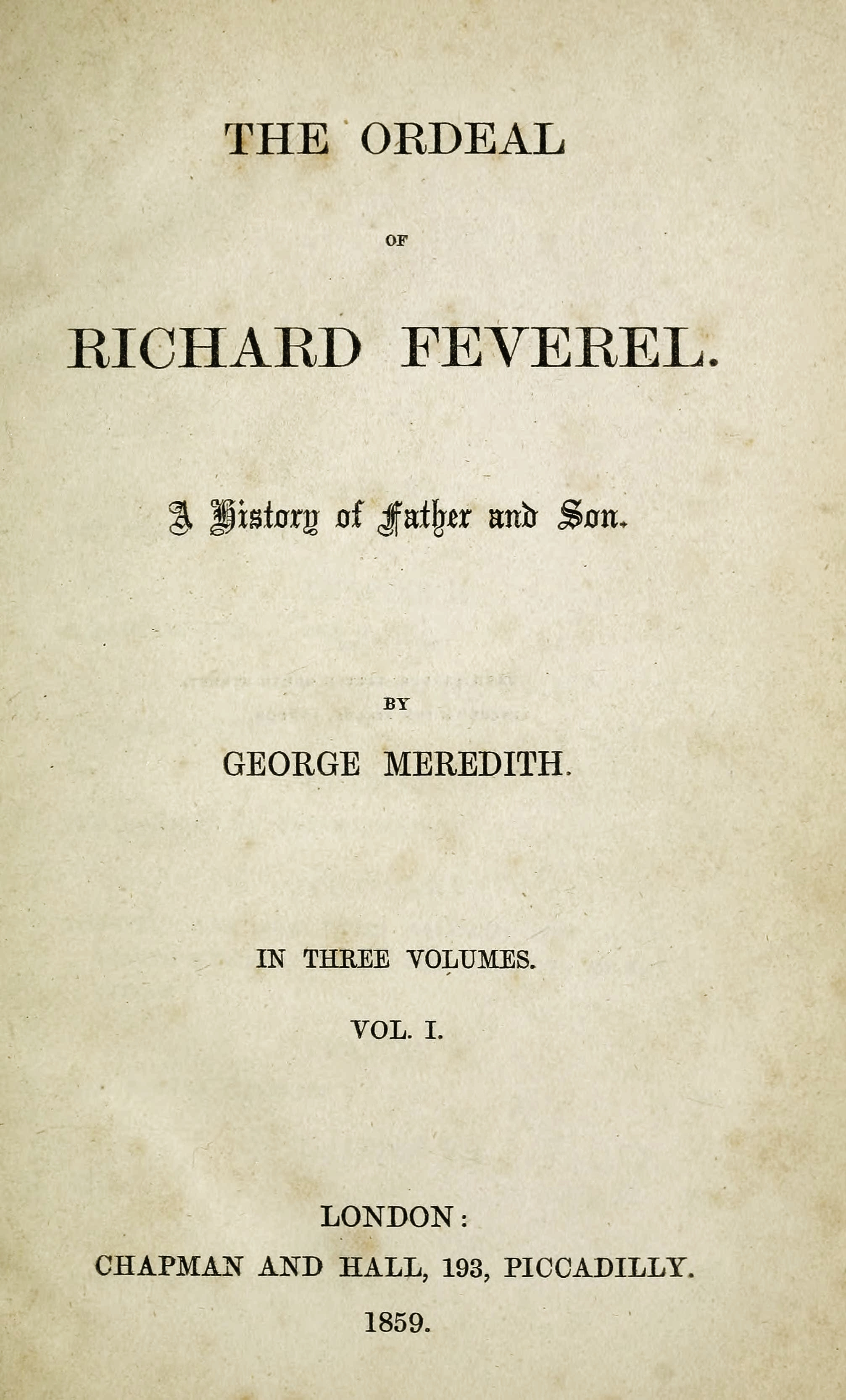
《理查德·费沃瑞尔》的首版封面

1859年梅瑞狄斯完成了自己的第一部长篇小说《理查德·费沃瑞尔的磨难：父与子的历史》，小说写的是一位煞费苦心地教育孩子的父亲最后徒劳无功，表达了人所受的教育的影响无法胜过自然影响和自身欲望冲动的观点。这本小说仍没有受到公众的欢迎，主要是因为读者习惯了意图明确、情节曲折的小说，搞不清梅瑞狄斯这部小说的写作目的:22，但评论界表示欢迎，托马斯·卡莱尔为本书写了介绍。其详尽的心理分析被后世作家和批评家称道，认为这部小说具有现代小说的雏形。。弗吉尼亚·伍尔芙就评论说：“他不打算用安东尼·特罗勒普和简·奥斯丁的那种冷静的现实主义视角，不再走以前达到文学创作目的的种种道路。1860年初，梅瑞狄斯的《伊万·哈灵顿》在《周刊》杂志上开始连载。1861年出了三卷的单行本，评论界对此书没有什么反应。
《伊万·哈灵顿》出版之后，梅瑞狄斯带着自己的儿子阿瑟到德国、瑞士和意大利旅行，两人都在旅行中恢复了健康。1862年春，他完成了第二部诗集《现代爱情和英格兰路边的诗歌》，诗集包括了五十首十六行十四行诗，其中有一些他最好的诗作。这部诗集坦诚地描绘了自己不和谐的婚姻。反应起初平平，不久《观察者》杂志发表了评论称作者缺少“文学上的天赋、品味和判断力”，这激起了诗人阿格农·史文朋和罗伯特·勃朗宁的反对。梅瑞狄斯很看重史文朋的赞赏，特意到了伦敦，与史文朋、罗塞蒂合住了一段时间。不久三位诗人就发现，他们各自佩服对方的天才，却少有相同之处。
1862年夏天梅瑞狄斯带着儿子阿瑟继续旅行，秋天他把阿瑟送进朋友奥古斯图斯·杰瑟普任校长的诺维奇学校。第二年上半年，梅瑞狄斯在欧洲大陆旅行，秋天他回到萨里郡，带回了小说《英格兰的艾米莉娅》，这篇小说带给了他前所未有的麻烦。不久梅瑞狄斯认识了邻居的女儿玛丽·弗拉米，两人于1864年结婚:29-31。第二年梅瑞狄斯频频搬家，七月份他又多了一个孩子，巨大的生活压力让他不得不赶写完四年前就开始创作的小说《罗达·弗莱明》，梅瑞狄斯自己很不喜欢这部作品，到了晚年甚至不建议读者读这部小说。梅瑞狄斯自己更看重之后写的《维托丽雅》（Vittoria），这部小说以意大利革命中的浪漫故事为主线，但这部触及社会热门话题的小说出版后仍是反应寥寥，梅瑞狄斯深受打击，甚至打算放弃小说创作:32-33。
由于他的文学创作总是不被公众接受，为了生活所计，梅瑞狄斯常充当报纸的专栏作者，出版商的审稿人和刊物的评论家。1866年他被《每日邮报》派到意大利作随军记者，采访意大利参加普奥战争的情况。回国之后他在朋友约翰·莫莱创办的《双周评论》上撰写文学评论。不久，他在弗里德里克·查普曼的介绍下，认识了年轻的作者托马斯·哈代。哈代当时刚完成了自己的第一部小说《可怜的他与她》（The Poor Man and the Lady)，梅瑞狄斯从中读出了严厉的讽刺，建议哈代先不要发表这篇小说，以免遭受社会非议损伤他成为小说家的信心，因为他自己就深受其苦。哈代慎重考虑了这一建议，但还是试图把这部小说出版，果然连遭拒绝。

## 声名渐起

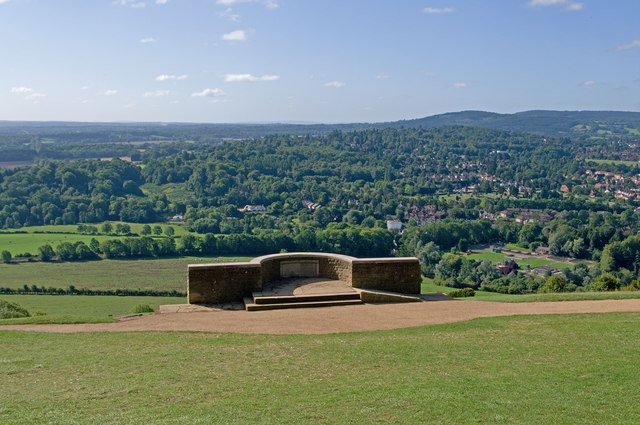
萨里郡的Box HIll

1868年，梅瑞狄斯搬到了萨里的Box Hill。相对于他的前妻，玛丽·弗拉米更现实、更擅于持家，这让他有了安宁的家庭环境继续创作小说，他的文学声望和社会声望也在逐年上升。1870到1871年间，梅瑞狄斯从1863年就开始写的《哈利·里奇蒙德的冒险》在《康希尔杂志》上连载，这被认为是带有自传色彩的一部作品。哈利·里奇蒙德是个丧母的孩子，外祖父经过和他父亲长期的官司，获得了他的监护权，把他送入学校。哈利却从学校里逃了出去，经过各种冒险到了德国。发现他的父亲正在大公的宫廷里任职。他爱上了大公的女儿，却得知外祖父立下遗嘱，如果他和当地一个姑娘结婚就可以继承遗产，哈利为此回到英国，却一无所得。他重回德国追求大公的女儿，对方却已结了婚。曲折的故事情节很适合当时读者的口味，所以获得不错的反响:37。
1871年起，梅瑞狄斯用了三年时间写了《比尤坎普的职业》这部小说，被《康希尔杂志》拒绝后，由《双周评论》连载了删节本。小说仍然以情感纠葛的构架，同时加入了政治斗争描写。小说写一名在克里米亚战争中受伤的海军军官内维尔·比坎普。正在威尼斯养伤的他喜欢上了可爱纯洁的法国少女莱娜·德·豪斯奈尔，计划与她私奔，但豪斯奈尔却和一位法国贵族结婚了，内维尔伤心地回到了海军。受到共和思想的引导后，他疏远了自己保守的叔叔，作为激进派的代表竞选国会议员，但遭到失败。赫娜重新追求内维尔，内维尔却喜欢上了别人，他让赫娜和她丈夫和好，自己最后因为救落水的孩子而死。梅瑞狄斯自己认为这部小说是自己最好的作品之一。:241。也被认为是“英国最好的政治小说之一”。
《比坎普的职业》出版之后的三年间，梅瑞狄斯主要从事诗歌、散文和短篇故事的创作。1877年他发表了《海滩上的房子》和《欧佩将军和坎普女士案件》两个短篇小说。同年他还作了一次关于喜剧的讲座，并将讲稿汇总成散文《喜剧的创意和喜剧精神的作用》发表。在这篇散文里，梅瑞狄斯描述了英国文学作品中虽有诸多的喜剧因素，但真正喜剧的数量却很少这一现象。他认为这是剧作家过于关注观众的情感反应，缺乏对智慧的关注引起的。他认为喜剧精神应该是消除无知与，纠正顽固，激励人去建设更好的社会的，而不是只让观众享受快乐或者以讽刺为快的，这一观点至今仍被研究喜剧的人所研究。1879年他写了自己最好的短篇小说《克娄的故事》:37-38。

## 成为最受欢迎的作家

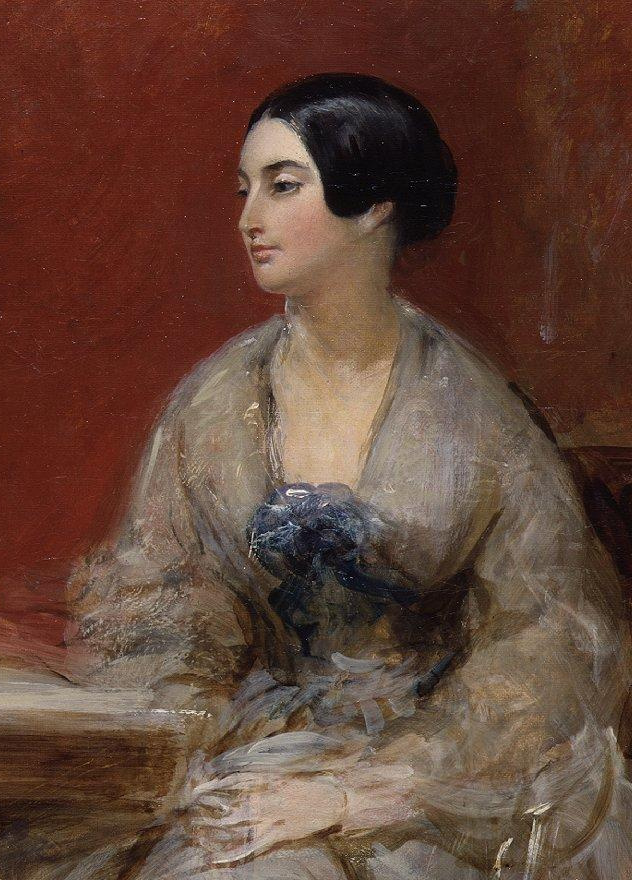
卡罗琳·诺顿，《十字路口的戴安娜》中戴安娜的原型

1877年梅瑞狄斯开始酝酿自己的代表作《利己主义者》，1879年小说问世。这部小说建立在他对于“真正的喜剧”的观点上，以克拉拉试图摆脱她和利己主义者威朗白绅士所订的婚约为主线，希望大家审视维多利亚时期女生听命于父亲和丈夫的不平等地位，强调女性智慧的重要。。梅瑞狄斯本人对这本书有点缺乏自信，在给朋友罗伯特·路易斯·史蒂文森的信里，谦恭地写道：“你不会喜欢这本书”，因为“这只是一部喜剧，只有我的一半观点，因此不可能同时让公众和朋友满意。”实际结果却是，不仅公众非常欢迎，史蒂文森正是这部小说最早的推崇者之一:39-40。E·M·福斯特也在《小说面面观》里将这部小说作为结构紧凑的代表。
完成《利己主义者》之后，梅瑞狄斯又出发去法国旅行。回到英国之后，他发现自己的身体开始衰退，消化不好，行动也变得困难起来，但仍然坚持写作，完成了《悲喜剧演员们》，这部作品以费迪南德·拉萨尔为了海伦娜·范董尼格斯决斗身死这一史实为基础，加以虚构成分，被认为是一部介于历史、小说和传记之间的作品。读者并不适应这一新颖的体裁，反响不佳，而研究者认为这部作品被大大低估了。:40-41。伴随着在小说创作上的成功，作为诗人的梅瑞狄斯也逐渐被公众注意起来，他早年的两部诗集被重印，1883年他最著名的诗集《尘世快乐的诗歌和韵律》出版，其中包括“韦斯特敏的森林”，修改后的“爱在山谷”和“飞翔的百灵鸟”等。。
1885年他的另一部重要作品《十字路口的戴安娜》发表，在这部小说中梅瑞狄斯充分地体现了自己的文学功力，以女作家卡罗琳·诺顿为原型，塑造了一个追求自由的女子戴安娜的形象。她面对糟糕的婚姻，有智慧、有魄力地沉着应对；她对生活充满激情但又容易冲动。小说结构精巧，心理描写详尽，尤其是敢做敢为的戴安娜吸引了评论家的目光；而混杂了有关罗伯特·皮尔的政治丑闻和情感纠葛的情节也吸引了大量的读者，当年即重印了三次，远超梅瑞狄斯之前的所有作品:42-43。

## 晚年
《十字路口的戴安娜》使梅瑞狄斯达到了声望的顶峰，但是作家没有心情去享受这一荣誉。大约在小说出版的同时，他的妻子经历了一次大手术。手术没有效果，当年9月她就去世了。又一次的丧妻使梅瑞狄斯的心情更加低沉，身体更加衰弱，只能借助诗歌来寄托哀思。他接连完成了两部诗集《悲惨生活的韵律与诗》和《尘世阅读》。之后的几年，他偶尔会在周边作些旅行，所见所得就写在诗里。除了只偶尔见见几位老朋友外，他其他时间都是在写作。1892年他最难解的一部小说《一位我们的征服者》出版。1901年他最后的诗集《阅读生活》出版后，他自觉创作力已经衰竭了，就此停笔:307。之后的将近十年，他只会发表些评论文章，比如在布尔战争中，他反对战争，并号召善待布尔人。
晚年的梅瑞狄斯还在文学界有着特殊的地位，因为他长期担任刊物的审稿人，他为几代作家给过有益的建议，年轻作家成名后也都表达了对他的感激:309。1886年，柯南·道尔就曾借福尔摩斯之口说：“如果你高兴的话，现在让我们讨论一下乔治·梅瑞狄斯吧，把其他的琐事明天再说。”1890年代，王尔德也在他的对话录“死亡的延迟”把梅瑞狄斯和巴尔扎克并列为自己最常阅读的小说家。由于在文学圈里的威望，1892年梅瑞狄斯接替丁尼生公爵担任作家协会（Society of Authors)会长。1905年他被英王爱德华七世授荣誉勋章，由于行动不便，国王派了位代表来到他的住所给他授勋。1908年他八十岁生日的时候，许多作家参加了典礼。

## 主要作品

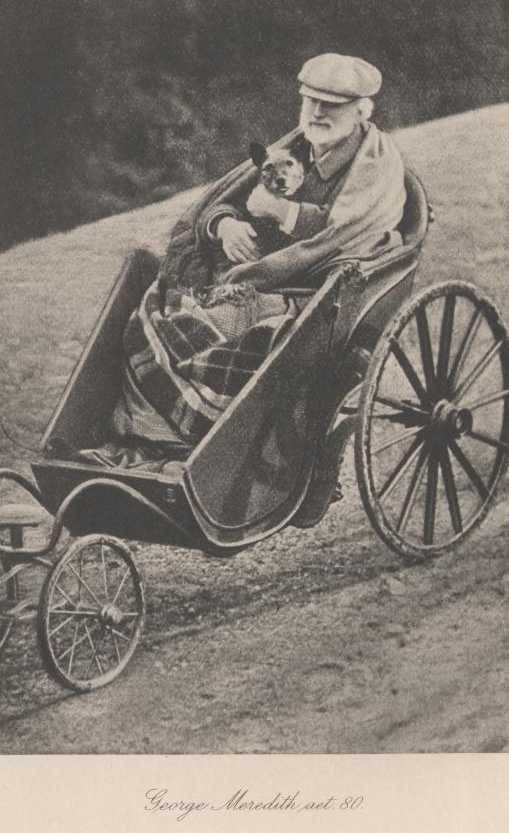
80岁的梅瑞狄斯

### 散文
- 论喜剧(1877)

### 小说
- 沙帕特的理发师，1856
- 理查德·费瑞弗尔的磨难 (1859)
- 伊万·哈林顿 （1861）
- 英格兰的艾米莉娅 （1864）
- 罗达·弗莱明 （1865）
- 维托丽雅 （1867）
- 哈利·里奇蒙德的冒险(1871)
- 比尤坎普的职业 (1875)
- 利己主义者 (1879)
- 悲惨的喜剧演员（1880）
- 十字路口的戴安娜 (1885)

### 诗歌
- 诗选(1851)
- 现代爱情(1862)
- 尘世快乐的诗歌和韵律 (1883)
- 悲惨生活的韵律与诗 （1887）